# Polémica
Polémica (português europeu) ou polêmica (português brasileiro) é a prática de provocar disputas e causar controvérsias em diversos campos discursivos, como na religião, na filosofia, na política, na arte, na literatura etc. É importante salientar que polêmica não é sinônimo de brigas ou discórdia hostil. Muitas obras literárias nasceram num contexto de polêmica, defendendo (neste caso, trata-se de uma apologia) ou refutando uma determinada tese. É mesmo frequente citar-se a polêmica como algo necessário para o avanço do conhecimento nestes campos. 
Alguns autores clássicos, como Cícero ou Santo Agostinho, deixaram obras notáveis que se inscreveram em polêmicas políticas e religiosas.